# Шпили (Киевская область)
Шпили́ (укр. Шпилі) — село в Вышгородском районе Киевской области Украины. До 19 июля 2020 года входило в состав Иванковского района.
Население по переписи 2001 года составляло 981 человек. Занимает площадь 3 км².

## Местный совет
07260, Киевская обл., Иванковский р-н, с. Шпили.

## Галерея

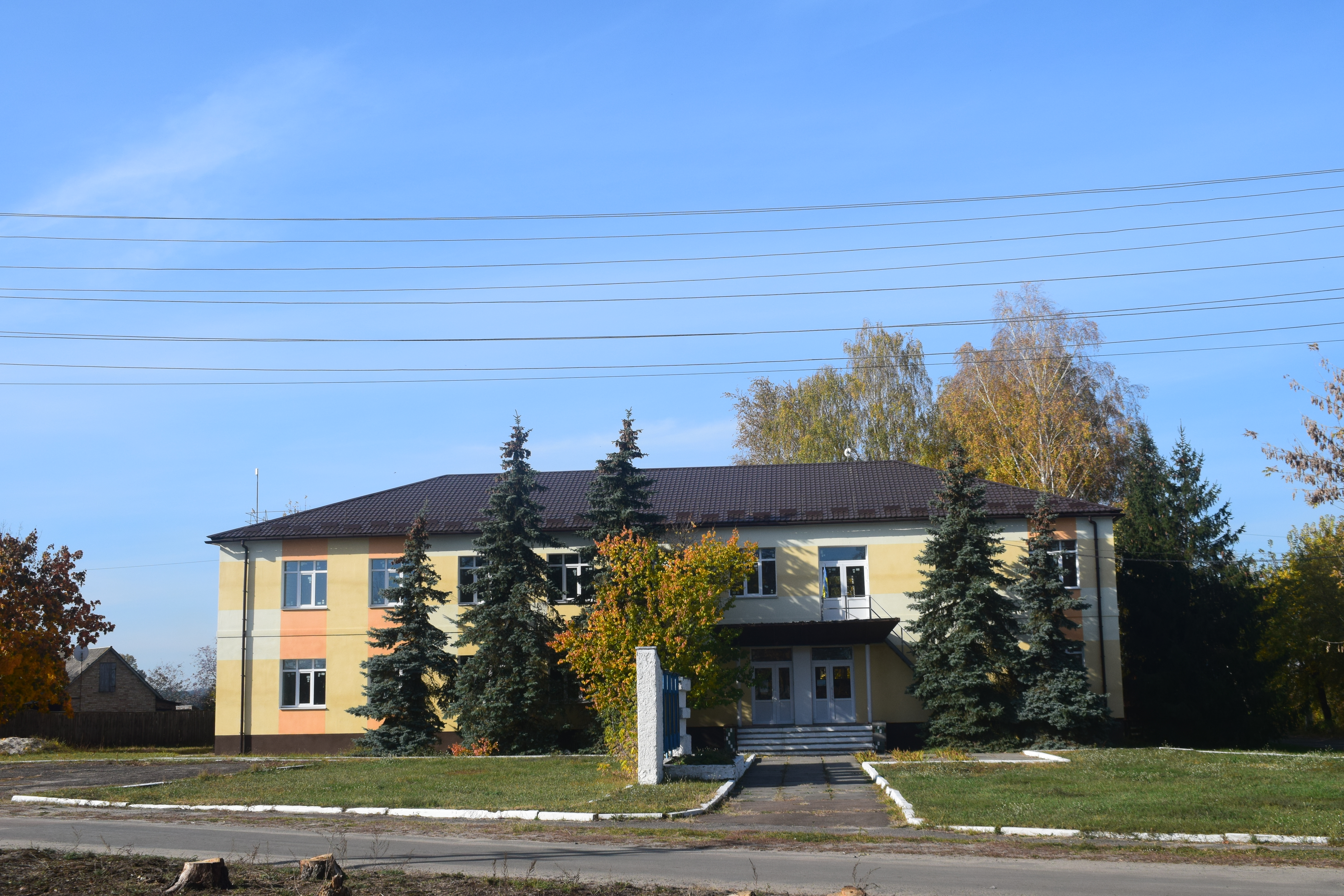
Сельсовет
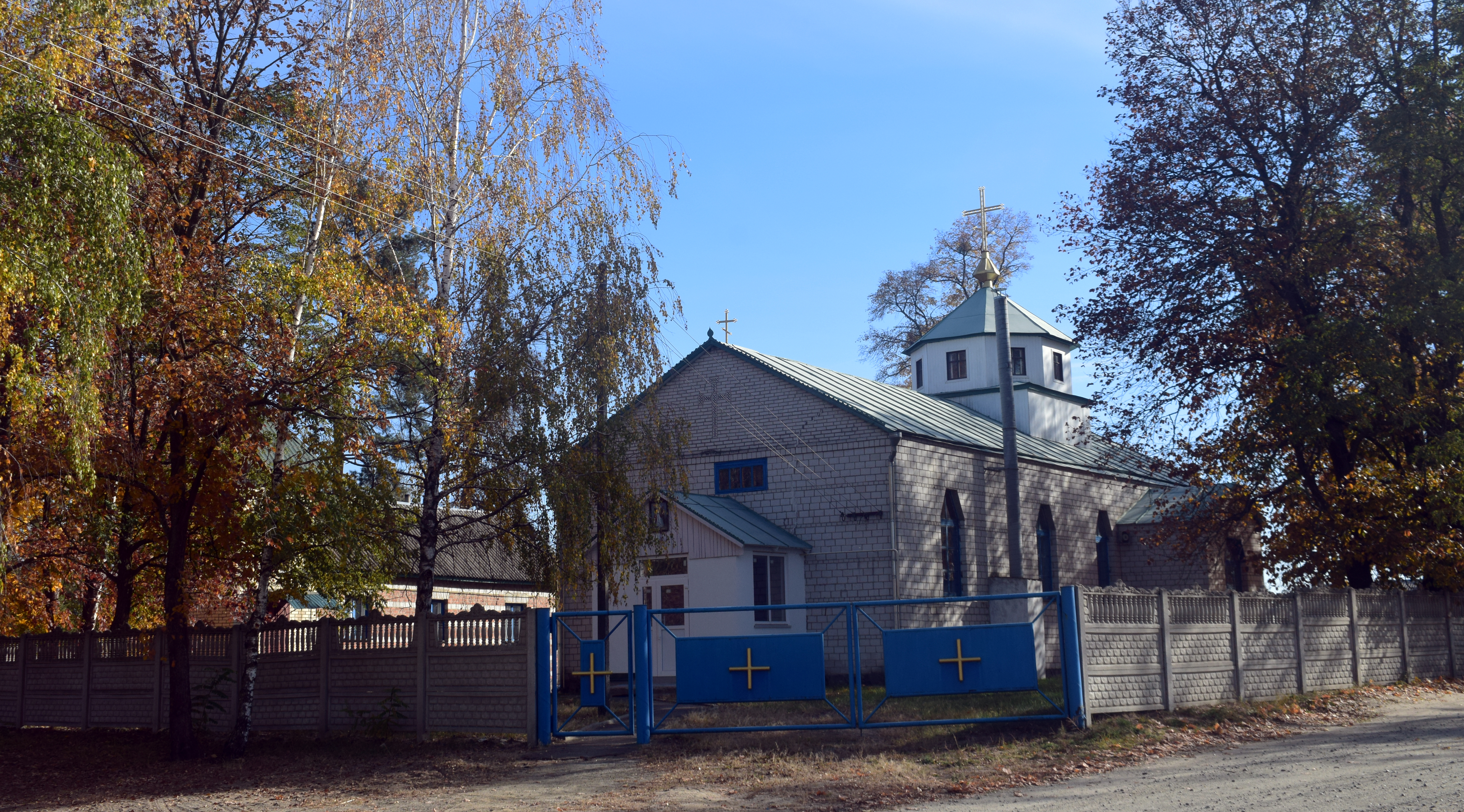
Церковь
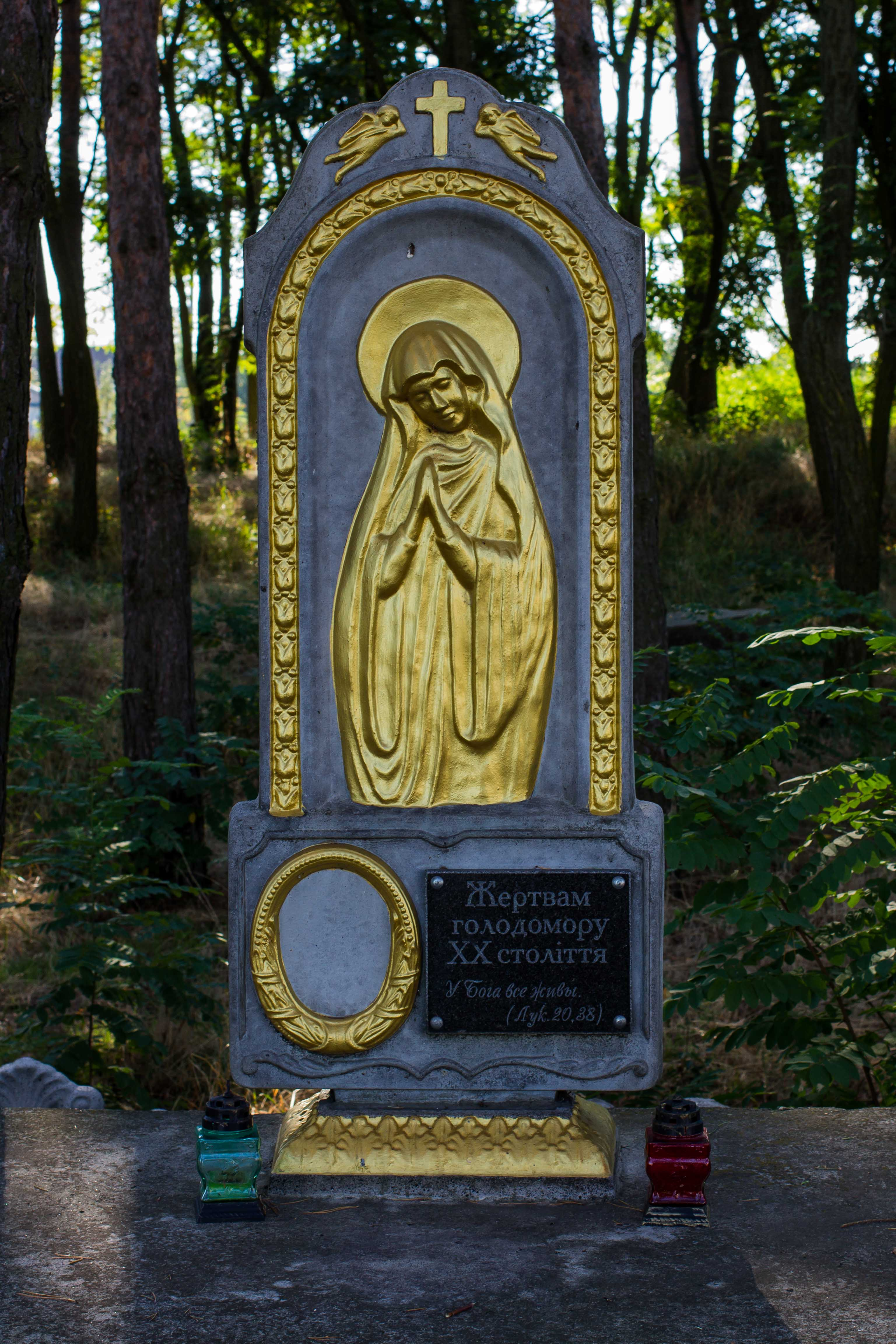
Жертвам голодомора ХХ ст.
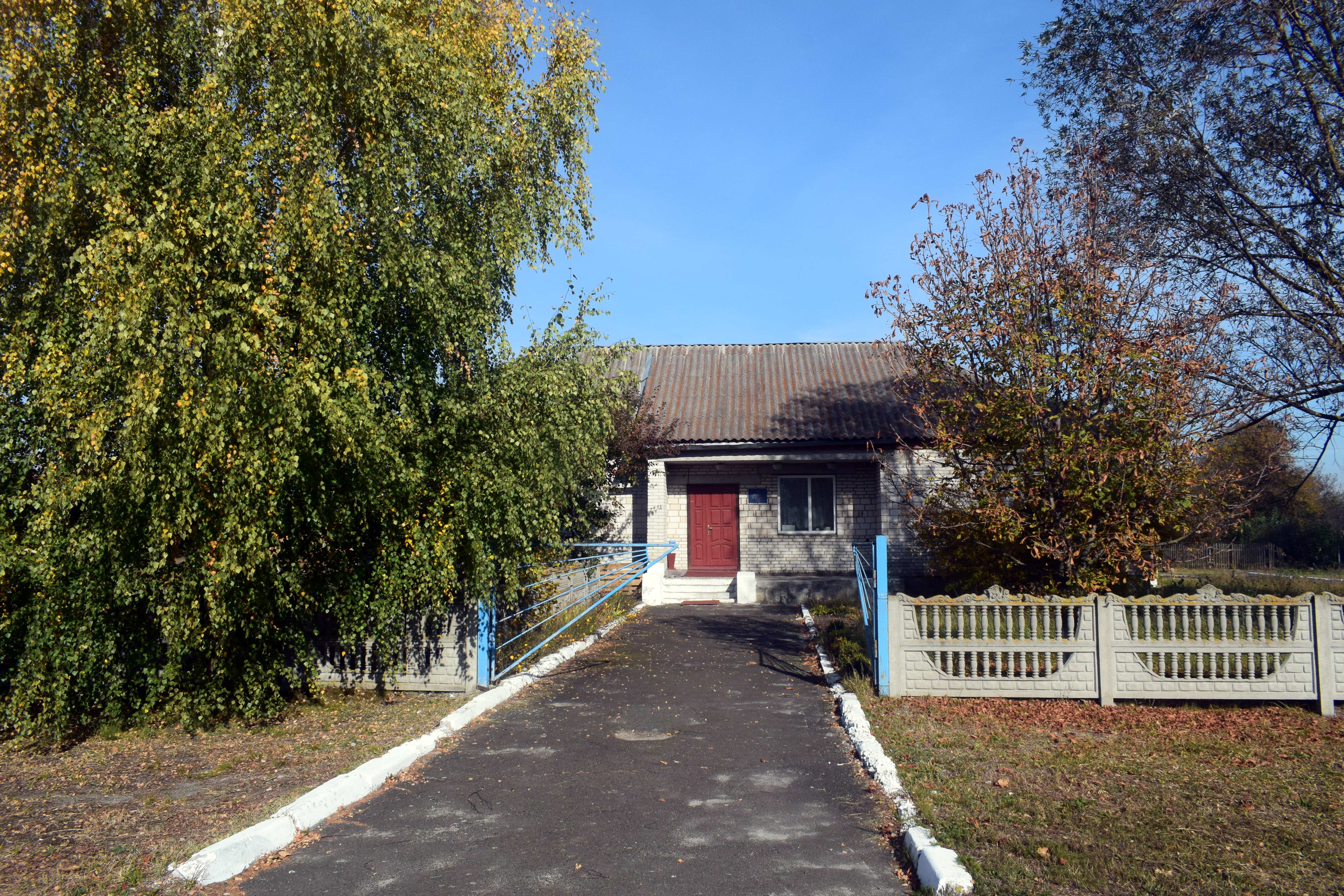
Фельдшерский пункт и акушерская амбулатория
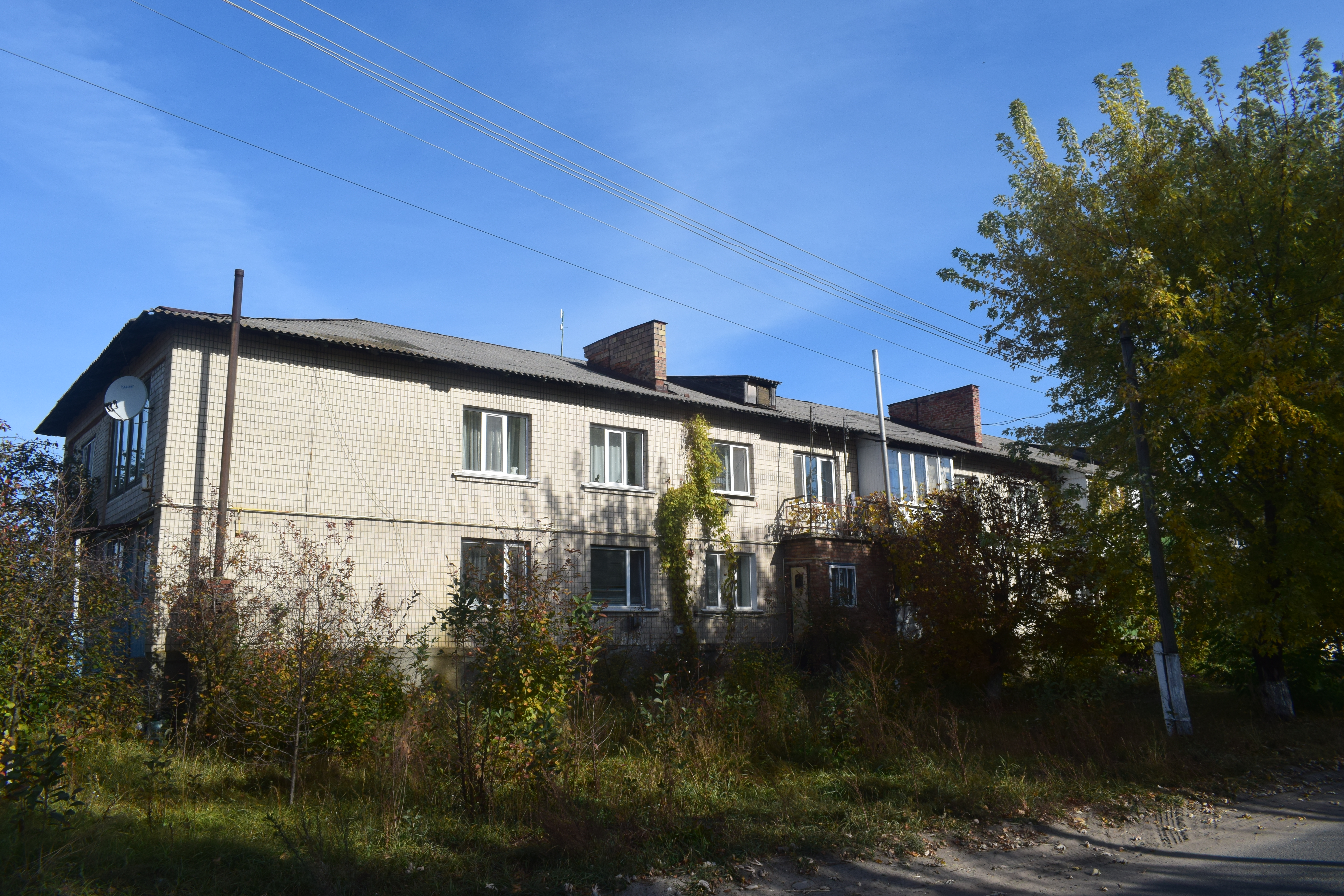
Жилой дом
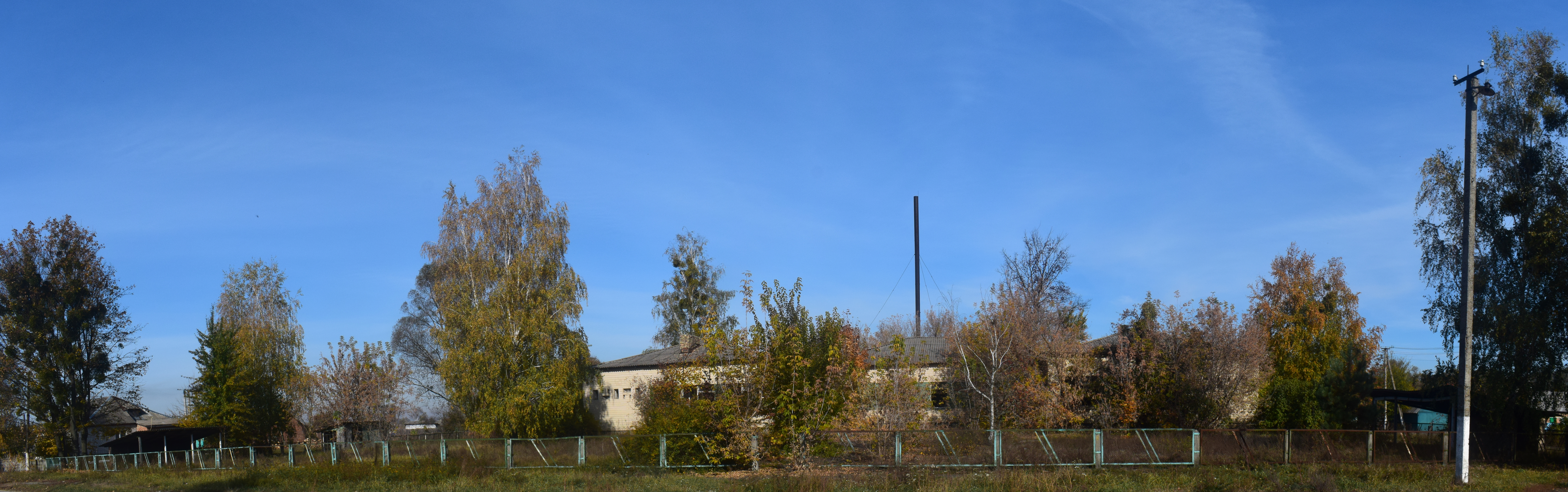
Заброшенный детский сад
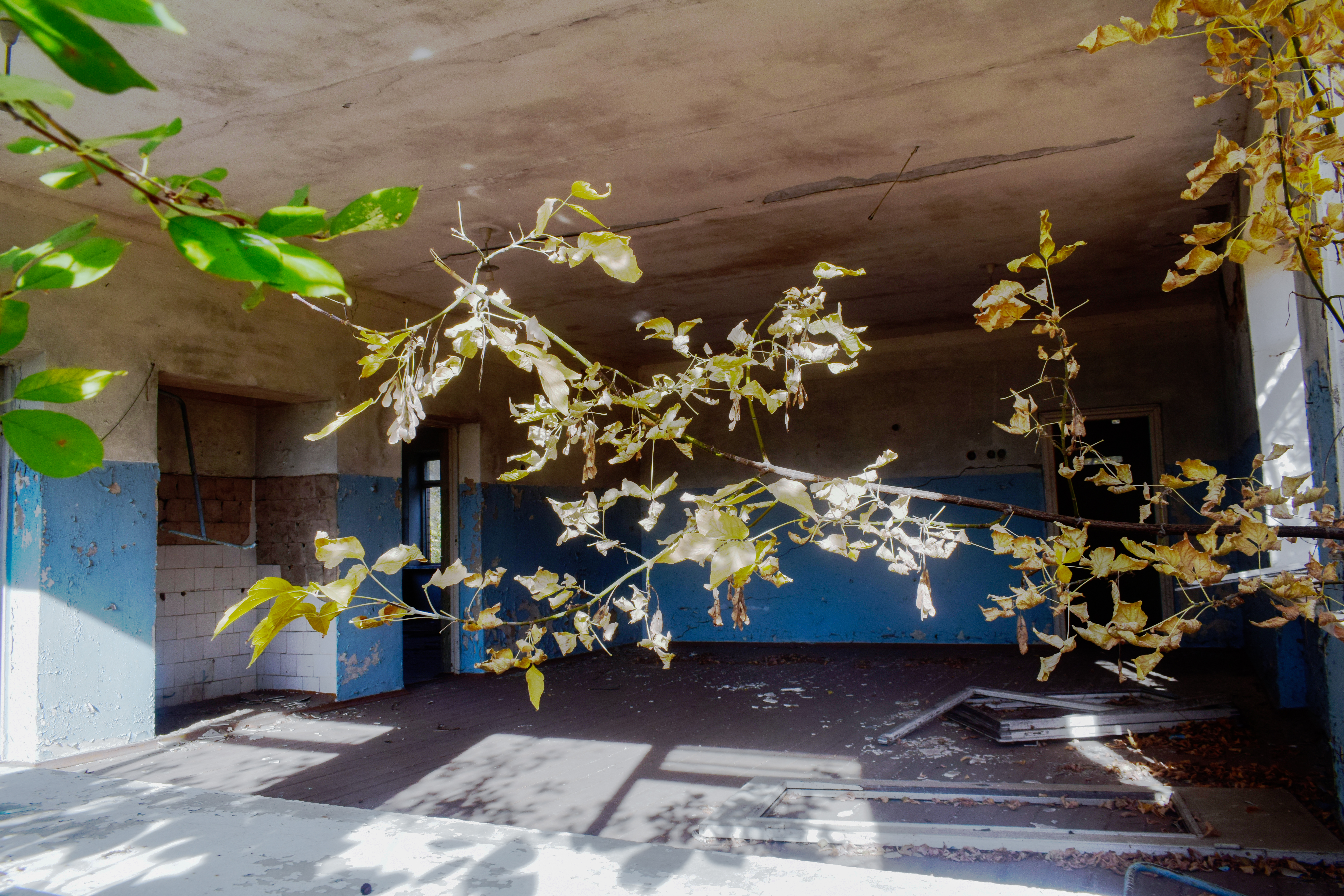
Заброшенный детский сад
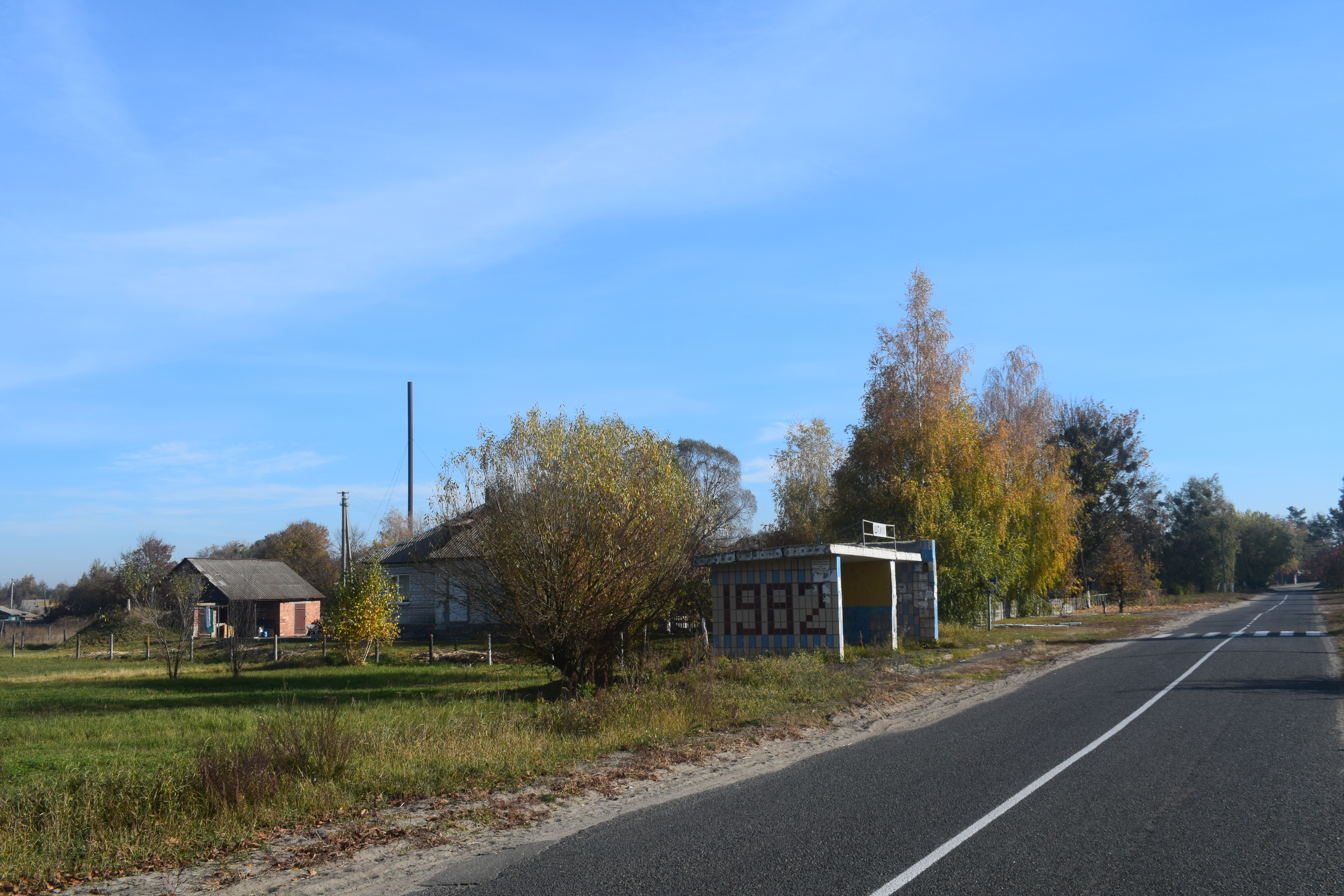
Автобусная остановка